# Mandato coletivo
Em política, mandato coletivo ou mandato compartilhado, também conhecido como candidatura coletiva ou candidatura compartilhada, é uma forma de exercício de cargo eletivo legislativo, em que o representante se compromete a dividir o poder com um grupo de cidadãos. Enquanto em um mandato tradicional o legislador tem a liberdade de votar de acordo com seus interesses e consciência, no mandato coletivo o legislador consulta as pessoas antes de definir seu posicionamento frente a matérias legislativas. Assim, a vontade das pessoas determina o posicionamento e voto do legislador.
No Brasil, o mandato coletivo ou compartilhado não é oficial. Ele é exercido a partir de um acordo informal entre o parlamentar eleito e o grupo que o apoia, onde o parlamentar. Isso porque, apesar de não haver impedimento, "a legislação eleitoral trata a candidatura como um ato individual".

## Experiências
O Mandato Compartilhado tem sido utilizado em diversas culturas, continentes e finalidades por todo o mundo. Destaca-se, as seguintes experiências:
- Na Suécia, Demoex (Partido Democracia Experimental) ganhou um assento legislativo em 2002, no município de Vallentuna usando um sistema de mandato coletivo baseado na web. Todos os cidadãos eram elegíveis para se registrar on-line, debater e votar sobre a proposta legislativa, a fim de definir a posição do representante Parisa Molagholi um dia antes da votação da matéria em plenário. Em 2013 o Demoex deixou de existir na Suécia, fundindo-se a outro partido de democratas diretos para concorrer a eleições nacionais formando o Direktdemokraterna, mas não obteve sucesso eleitoral[3]

- Na Austrália, o partido político ODD (Online Direct Democracy)[4] usou a estratégia mandato coletivo nas eleições gerais em 2007 e 2013, mas não foi bem sucedido. Nessa empreitada, por meio do "senador Online" a ODD propunha a agregação de preferências através de votação on-line dos usuários registrados (o sistema não permitia o registro de cidadãos filiados a outros partidos políticos).

- Nos Estados Unidos, Bob Ross se candidatou em 2010 para representante legislativo do 16º Distrito de Ohio. Ele correu com uma plataforma chamada “Majority Votes Rule”, no qual ele prometeu consultar os cidadãos em seu distrito antes de apresentar um voto na sobre propostas apresentadas no Congresso. A consulta seria realizada através de uma empresa neutra de confiança e os resultados foram publicados on-line e nos principais jornais da área (Referência). Todavia, o candidato não foi bem sucedido nas eleições de 2010.

- Na Argentina, Partido de la Red concorreu em 2013 as eleições locais de Buenos Aires. Mesmo que não bem sucedido em sua primeira aparição eleitoral, o partido está se preparando para participar novamente em 2017, no intuito de propor um modelo de participação cidadã que é um híbrido de democracia direta e democracia representativa, via um mandato coletivo on-line usando a plataforma DemocracyOS.

- No Brasil, a primeira proposta foi em 1999 do então estudante de sociologia da UERJ Marco Fonseca da Costa que propôs um mandato coletivo mediado por computadores. Concorreu em 2009 pelo Partido Verde do Rio como “cyber vereador “. Criou os termos sub- vereador e co-vereador.  Leonardo Secchi junto com mais 472 cidadãos denominados CoDeputados,[5] concorreram nas eleições de 2014 para o cargo de Deputado Estadual no Estado de Santa Catarina, como membro da Rede Sustentabilidade, na ocasião um partido político ainda não registrado pelo Tribunal Superior Eleitoral Brasileiro que recebeu apoio do Partido Socialista Brasileiro (PSB) para que seus membros pudessem disputar a eleição. O mandato compartilhado proposto foi aberto para inscrição de qualquer cidadão do Estado. O registro permaneceu disponível até uma semana antes do dia das eleições. A permanência de membros do coletivo foi baseada na assiduidade em reuniões online (em mídia social). A iniciativa previa que cada membro do coletivo teria a mesma proporção do poder de voto utilizando a regra da maioria através de um sistema de votação baseado na Web (Sistema de Mandato Compartilhado - SMC). O projeto alcançou 8.010 votos e não foi suficiente para obter um mandato na referida eleição. Ainda no Brasil, em 2016, um grupo de cinco pessoas em Alto Paraíso de Goiás fez campanha de forma coletiva e conquistou uma cadeira na Câmara de Vereadores, com 148 votos. O advogado João Yuji foi o candidato formal, compartilhando o mandato com turismólogo, jornalista e guia turístico Ivo Anjo Diniz, a bióloga Laryssa Galantini, Luiz Paulo Veiga Nunes (engenheiro industrial e analista de sistemas) e Cesar Adriano de Sousa Barbosa (químico).[6]

A pesquisa realizada em 2017 mostra, além das citadas acima, 45 iniciativas de inovação na democracia considerando mandatos coletivos ou compartilhados em diversas regiões do mundo. A mesma pesquisa mapeou 14 experiências em andamento no Brasil.

## Legalidade dos mandatos coletivos no Brasil
Em um artigo publicado no ConJur, Ana Laura Bandeira Lins Lunardelli e Luiz Carlos dos Santos Gonçalves afirmaram:
| “ | Essas iniciativas podem ser interpretadas de várias maneiras. Por um lado, é certo que a legislação eleitoral não prevê a possibilidade da candidatura coletiva, o que significa que apenas um nome individual será objeto do registro e apenas um nome será diplomado, se lograr vitória. Esse mesmo nome tomará posse e terá assento na casa legislativa, onde somente ele votará em projetos, poderá discursar na tribuna e ainda, participar de comissões. Se ele renunciar, o mandato não irá para os demais integrantes da chapa coletiva, mas para o primeiro suplente diplomado. Por outro lado, não há expressa vedação na legislação eleitoral para que o candidato indique, desde a campanha, que exercerá seu mandato em um espaço pessoal de deliberação coletiva, ouvindo os demais integrantes de sua chapa, acatando as orientações que eles formarem. É prática que em nada se distingue do direito de parlamentar de contratar assessores e exercer seu mandato em comum acordo com eles. | ” |

## Elementos básicos de Mandatos Compartilhados
Como iniciativa de atuação dos cidadãos no processo de formulação de alternativas e de tomada de decisão no enfrentamento de problemas públicos - em especial, a formulação de leis -, os mandatos compartilhados implicam no compromisso do representante legislativo de compartilhar o poder com um grupo de cidadãos. O acordo básico do representante é a estrita obediência ao posicionamento da maioria do grupo de representados sobre o que se deve decidir no parlamento. Dessa forma, a vontade do grupo determina o posicionamento e voto do legislador.
Os elementos básicos de um Mandato Compartilhado são:
1. Parlamentar: o ator político que administra e ocupa legalmente um assento legislativo, sacrificando a autonomia política a favor dos co-parlamentares;
2. Co-Parlamentar: grupo de cidadãos que participam de um mandato coletivo para influenciar coletivamente, e até mesmo determinar a posição do parlamentar na votação plenária e/ou ao exercer outras atividades legislativas; e,
3. Estatuto do Mandato Compartilhado: é um acordo ou carta de intenção capaz de delimitar aqueles que podem participar, o número mínimo e máximo de membros, os procedimentos adotados pelo grupo, as obrigações e deveres de cada um, etc.

## Elementos estruturantes em Mandatos Compartilhados
Os elementos estruturantes na identificação dos Mandatos Compartilhados são:
1. Iniciativa. Onde surgiu a iniciativa da adoção do Mandato Compartilhado. Algumas opções possíveis são: por iniciativa do político, do partido político ou de um grupo de cidadãos.
2. Tamanho do grupo envolvido. Um Mandato Compartilhado pode ser composto de dois ou até milhões de cidadãos.
3. Elegibilidade. A forma de seleção dos co-parlamentares é importantíssima. Algumas formas de seleção podem se dar por conhecimento especifico, por filiação partidária, por idade, por território, todos podem ser elegíveis.
4. Acesso. O momento de entrada em um Mandato Compartilhado pode variar. Os co-parlamentares podem aderir ao Mandato Compartilhado antes do registro da candidatura, durante a campanha eleitoral, durante o interstício entre o dia da eleição e a diplomação, durante o mandato, ou a qualquer tempo.
5. Permanência. Tal como o acesso, o processo de expulsão é relevante. Algumas possibilidades de exclusão podem ser baseadas na assiduidade, na demonstração de esforço, no desempenho, na ética etc.
6. Distribuição do poder. Como é distribuído o peso do parlamentar em face aos coparlamentares sempre deverá ser claramente definido, visto que pode se dar 1% a 100% do poder de decisão.
7. Análise de matérias. O tipo de matérias que são objeto de votação em um Mandato Compartilhado é item relevante. Pois o custo de informação e de tempo das pessoas envolvidas pode determinar se há desejo de discutir apenas algumas propostas legislativas que chegam ao plenário ou todas as matérias da rotina legislativa.
8. Partilha de custos e benefícios. Deve-se definir como e por que motivo são e distribuídos os custos de campanha e as verbas de gabinete de um Mandato Compartilhado.